# Чезапроба (Л'Аквила)
Чезапроба (итал. Cesaproba) је насеље у Италији у округу Л'Аквила, региону Абруцо.
Према процени из 2011. у насељу је живело 431 становника. Насеље се налази на надморској висини од 1044 м.